# Alexander Cataford
Alexander Cataford é um ciclista profissional canadiano nascido a 1 de setembro de 1993 em Ottawa. Actualmente compete pela equipa Israel Start-Up Nation.

## Palmarés
2013
- 3.º no Campeonato do Canadá Contrarrelógio

2016
- 2.º no Campeonato do Canadá Contrarrelógio

2018
- 3.º no Campeonato do Canadá Contrarrelógio

## Equipas
- Garneau-Québecor (2013)
- Amore & Vita-Prodir (2014)
- Silber (2015-2016)
- UnitedHealthcare Professional Cycling Team (2017-2018)
- Israel (2019-)
  - Israel Cycling Academy (2019)
  - Israel Start-Up Nation (2020)